# Las Bordas
Las Bordas (oficialmente en occitano: es Bòrdes) es un municipio español situado en la parte occidental de la comarca del Valle de Arán, en la provincia de Lérida, comunidad autónoma de Cataluña. Se encuentra en la confluencia de los ríos Garona y Joeu, junto a la frontera francesa. Además de la capital municipal, incluye los núcleos de Arró, Begós y Benós.

## Geografía humana

### Demografía
Cuenta con una población de 280 habitantes (INE 2024).
| Gráfica de evolución demográfica de Las Bordas entre 1842 y 2021 |
| |
| Población de derecho según los censos de población del INE Población de hecho según los censos de población del INEEn estos censos se denominaba Benes, Begos y Bordas: 1842 En estos censos se denominaba Bordas: 1857 y 1860 En estos censos se denominaba Bordas, Las: 1877, 1887, 1897, 1900, 1910, 1920, 1930, 1940, 1950, 1960, 1970 y 1981 Entre el censo de 1857 y el anterior, crece el término del municipio porque incorpora a 255034 (Arro) |

| 1900 | 1930 | 1950 | 1970 | 1981 | 1986 | 2007 | 2017 |
| ---- | ---- | ---- | ---- | ---- | ---- | ---- | ---- |
| 446  | 384  | 635  | 205  | 167  | 192  | 241  | 252  |

## Comunicaciones
El municipio es atravesado por la N-230, que lo comunica con la capital comarcal, Viella y con la capital de la provincia, Lérida, así como con Francia, puesto que se encuentra a muy pocos km de la frontera.
Carece de estación de ferrocarril, pero a 25 km y atravesando la frontera se encuentra la estación de Bañeras de Luchón, donde existe conexión ferroviaria con la región francesa de Mediodía-Pirineos.

## Economía
Agricultura de secano y explotación forestal. Central hidroeléctrica.

## Monumentos y lugares de interés
- Iglesia de San Martín, en Arró, de estilo gótico.
- Iglesia de San Roque, en Begós, de estilo románico.
- Iglesia de San Martín, en Benós, de estilo románico.
- Valle de Era Artiga de Lin.